# 毛昭晰
毛昭晰（1929年5月7日—2023年1月5日），浙江奉化人，中国文物学家、博物馆专家、文物保护活动家。

## 生平
毛昭晰于1929年5月7日出生于浙江省宁波市城区。1945年考入浙江大学中文系，次年转入史地系，1949年毕业。后又考入浙江大学人类研究所，攻读史前史研究生，同时在杭州宗文中学高中部任历史教师。1951年起，任教于浙江师范专科学校（1952年合并为浙江师范学院、1958年更名为杭州大学，1998年并入浙江大学），从事史前史、人类学及世界古代史的教学和研究工作。1981年－1983年兼任杭州大学图书馆馆长、浙江省中心图书馆委员会副主任。1983年－1993年兼任浙江省文化厅副厅长、浙江省文物局局长。1988年－1993年兼任浙江省博物馆馆长。1991年，担任中华人民共和国国家文物局博物馆专家组成员。1994年，担任日本国际日本文化研究中心客座教授。
毛昭晰是浙江省考古学会会长，浙江省博物馆学会会长，浙江省图书馆学会会长。
1983年，毛昭晰加入中国民主促进会。曾担任第七届全国政协委员，第四届浙江省政协委员，第五届、第六届浙江省政协常委，第八届浙江省人大常委会副主任，第九届全国人大常务委员会委员。
毛昭晰为中国的文物保护和文化保护贡献良多，尤其於担任政协期间，大力推动中国文物保护立法。2001年，中國古生物學家唐烽、金幸生、康熙民和張國俊取其姓氏，將四川的巨型蜥腳類恐龍命名為毛氏峨嵋龍。
2023年1月5日，毛昭晰在杭州去世，享年94岁。

## 著作
- 《世界上古史纲》（合著）
- 《世界上古史》（合著）
- 《世界古代中世纪史》（合著）
- 《中国大百科全书考古卷》（特约编辑）
- 《泰晤士世界历史地图集》（翻译）